# Fritz Sdunek
Fritz Sdunek (Lüssow, 1947. április 18. – Hamburg, 2014. december 22.) német ökölvívóedző, az egyik legsikeresebb edző, aki maga is kiváló amatőr bokszoló volt. Három magyar versenyző az ő keze alatt lett profi világbajnok: Kovács István, Erdei Zsolt és Balzsay Károly.

## Amatőr pályafutása
Sdunek az NDK területén fekvő Lüssowban született, Mecklenburg-Elő-Pomeránia északkeleti részén. Ökölvívó-pályafutását a BSG Lokomotive Greifswald egyesületénél kezdte 1963-ban, majd 1969-ben az SC Traktor Scherinbe igazolt, amely egyesületnél a karrierje befejeztéig, 1972-ig bokszolt. Aktív időszaka alatt 129 mérkőzésből 99-et nyert meg, a legnagyobb sikere egy NDK-diákolimpia megnyerése volt.

## Edzőként
Aktív évei befejeztével is hűséges maradt egykori egyesületéhez, az SC Traktor Schwerinhez, egészen 1989-ig a schwerini csapatnál dolgozott, ő volt az edzője többek között Andreas Zülownak, aki a szöuli olimpián ökölvívásban aranyérmes lett könnyűsúlyban. 1979-ben diplomát szerzett a lipcsei Testkultúra Főiskolán.
A német újraegyesülés után nyugatra ment, 1990-1993 között a Bayer Leverkusen ökölvívó-szakosztályánál vállalt munkát. Itt már Dariusz Michalczewski edzője volt, akivel az 1991. évi göteborgi amatőr Eb-n félnehézsúlyban aranyérmet nyert. Párhuzamosan a leverkuseni csapat mellett 1991-1992 között ő volt holland ökölvívó-válogatott edzője is. Vezetése alatt Arnold Vanderlyde az 1991-es sydneyi amatőr vb-n ezüstérmet nyert nehézsúlyban. 1993-1994-ben német szövetségi edző volt a Német Ökölvívó Szövetségnél.
1994 márciusától főállásban volt edző a hamburgi Universum Box-Promotionnál. Kezdetben erőnléti trénerként dolgozott, majd 1996-tól főedzői rangban tevékenykedett. A 2000-es évek egyik legsikeresebb német bokszedzője volt. 2009 januárjában Magdeburgban Balzsay Károly lett a 11. világbajnok, akit Sdunek edzett. Szívproblémái, valamint rákbetegsége miatt legyengült, ezért orvosi tanácsra 2009 októberében felhagyott az edzősködéssel. Noha 2010-ben befejezte az Universum Box-Promotionnél edzői pályafutását, továbbra is edzette Vitalij Klicskót és a korábbi WBA világbajnok Felix Sturmot. 2013-tól Sdunek a feltörekvő középsúlyú Jack Culcay-t edzette.
Sdunek házas volt és három gyermek apja. 2009 őszén Sduneket szülőhelye, Lüssow (2010 óta Gützkow városához tartozik) díszpolgárává választották. 2014. december 22-én egy hamburgi kórházban hunyt el második otthonában, Gran Canarián elszenvedett szívinfarktust követően.

## Híres tanítványai
2009-ben 11 olyan tanítványa volt, aki világbajnoki címet szerzett.
| - Aleszandr Alekszejev - Balzsay Károly - Denis Boizow - Alexander Dimitrenko - Erdei Zsolt - Khoren Gevor - Juan Carlos Gomez - Artur Grigorian - Volodimir Klicsko | - Vitalij Klicsko - Kovács István - Michael Löwe - Dariusz Michalczewski - Ralf Rocchigiani - Sinan Şamil Sam - Mario Veit - Sebastian Zbik - Andreas Zülow |

## Fordítás
- Ez a szócikk részben vagy egészben a Fritz Sdunek című német Wikipédia-szócikk ezen változatának fordításán alapul.  Az eredeti cikk szerkesztőit annak laptörténete sorolja fel. Ez a jelzés csupán a megfogalmazás eredetét és a szerzői jogokat jelzi, nem szolgál a cikkben szereplő információk forrásmegjelöléseként.